# Coenocharopa yessabahensis
Coenocharopa yessabahensis é uma espécie de gastrópode da família Charopidae.
É endémica da Austrália.